# Michael Cronan
Pour les articles homonymes, voir Cronan.
Michael Patrick Cronan (9 juin 1951 – 1er janvier 2013) était un graphiste américain, membre de l'American Institute of Graphic Arts. Il a participé au fondement du mouvement postmoderne de la région de la baie de San Francisco, connue sous le nom de « Pacific Wave ».

## Formation
Michael Cronan est né à San Francisco en 1951 et a grandi près de Sacramento. Il a suivi des études de typographie, et est devenu un artiste dans une boutique locale de cartes postales.
Il devint ensuite professeur de graphisme au California College of the Arts, de 198 à 2001. En 1971, il partit étudier l'archéologie à l'Université hébraïque de Jérusalem, et participa à des fouilles dans le désert du Néguev et près de la mer Morte.

## Carrière professionnelle
Michael Cronan fonda la société Michael Patrick Cronan Design en 1980, avec sa partenaire Karin Hibma, qui devint son épouse par la suite.
Il a participé à de nombreux projets innovants, comme:
- SUSHI, un livre sur l'art culinaire (1981)
- La marque de vêtements Walking Man (1989)
- La marque TiVo
- Le nom de la tablette Amazon : Kindle[2]

## Décès
Michael Cronan est mort en 2013, des suites d'un cancer décelé 5 années plus tôt.